# Blådårar 2
Blådårar 2 – Vägen tillbaka är en svensk dramadokumentär från 2001, skapad av Fredrik Gertten, Magnus Gertten och Patrik Forsberg. Handlingen kretsar kring fotbollslaget Malmö FF:s degradering från Allsvenskan år 1999, säsongen i Superettan 2000 och återkomsten till Allsvenskan 2001.
Filmen är en uppföljare till filmen Blådårar – Om kärleken till ett fotbollslag från 1997.

## Handling
Malmö FF:s gulddrömmar från mitten av 1990-talet har övergått i misströstan och förstämning. År 1999 sker något som aldrig hänt förut; klubben åker ur Allsvenskan på eget bevåg, efter att under en längre tid ha underpresterat sportsligt. Många inom föreningen är chockade och handlingsförlamade, men en ung lovande anfallare i Zlatan Ibrahimović och en nytillträdd sportchef i Hasse Borg blir klubbens nya framtidshopp.

## Karaktärer i filmen
- Zlatan Ibrahimović är Malmö FF:s nye storstjärna. Trots att han bara är 19 år gammal så drömmer han redan om att bli proffs. Zlatans potential är enorm, men han är också en dålig förlorare och har svårt att tygla sitt humör. Zlatan är dessutom invandrare i andra generationen med allt vad det innebär och har inte enbart vänner i fotbolls-Sverige. Men om Malmö FF och, i förlängningen också Zlatan själv, skall kunna ta det avgörande steget mot toppen så måste Zlatan utvecklas från att vara en lovande junior till att bli ett fullfjädrat proffs
- Den hängivne supportern Lasse Nilsson är förkrossad efter att Malmö FF åkt ur Allsvenskan. Han överväger att sluta gå på fotboll helt, men kärleken till Malmö FF visar sig till sist vara alltför stark
- Lasses sambo Maria Salomonsson stöttar sin pojkvän i vått och torrt, även om det ser rätt mörkt ut för Malmö FF i och med degraderingen till Superettan
- Malmö FF:s nytillträdde sportchef Hasse Borg har direkt hamnat i en mycket svår sits. Inte bara måste han verka för att klubben skall gå upp i Allsvenskan direkt, han måste dessutom ta sig an Zlatan Ibrahimović. Malmö FF måste behålla Zlatan för att uppnå sina sportsliga mål, å andra sidan blir det med tiden svårt för Hasse Borg att motstå de allt högre anbud som europeiska toppklubbar lägger på den extremt talangfulle Zlatan
- Hans Mattisson är Malmö FF:s lagkapten under säsongen i Superettan 2000. Han försöker, som en kollektivets förespråkare, att hålla ihop Malmö FF:s trupp men får allt svårare att försvara den lynnige och individualistiske Zlatan Ibrahimović i takt med att denne inte bara gör mål utan också drar på sig varningar, utvisningar och blir en källa till konflikt internt inom laget...

## Om filmen
Blådårar 2 fick överlag ett positivt mottagande och har, i takt med att Zlatan Ibrahimović utvecklats till en internationell storstjärna, tjänat som en dokumentation av dennes år i Malmö FF. Delar av överblivet material från filmen återanvändes långt senare, år 2015, av Fredrik Gertten och Magnus Gertten när de skapade dokumentärfilmen "Den unge Zlatan".

## Citat
- Fotboll skall vara kul. Om det inte är kul så är det inte lönt att spela

- Jag gillar att dribbla. Det vet nog hela Sverige nu. Att jag gillar att dribbla

- Om jag blir proffs, så måste jag ha en bil, en Lamborghini Diablo. Den skall ha registreringsskylten "TOYS", alltså "leksak" på engelska

- Som det känns nu så kan man ju lika gärna skita i hela nästa säsong. Jag kan inte tänka mig att åka till Gunnilse, Åtvidaberg och sådana där småhålor.. 1000 åskådare, inga riktiga läktare, och så skall vi ju få stryk och sånt också... nä då håller jag mig hellre hemma

- Hur kan han inte ta det skottet? Alltså om du är målvakt och står i mål och inte tar det skottet då skall du fanimig inte stå i mål

 - Det jag har sett av Zlatan har jag blivit kanonimponerad av. Sån talang han har... Han är kungen ju. Han är stor, han är stark, han är teknisk. Han måste liksom bara lyckas, annars är ju världen orättvis...

 - Det spelar liksom ingen roll vad Stockholm, Göteborg, Halmstad eller Helsingborg säger... Vi har alltid varit bäst och det är något som stärker en...

- Innerst inne så är ju Zlatan en oerhört mjuk och fin kille, men den här attityden han har, den är ett slags mask eller ett slags försvar han har... med den bakgrunden han har så kanske han ser angrepp från både höger och vänster...

- ...Zlatan är nog en av de största talanger, ja kanske till och med den allra största, som jag någonsin sett komma fram på en fotbollsplan. Han har egentligen allt.

- Nej, han är inte till salu. Inte nu. Aldrig!

- Zlatan är ju inte alls något problembarn, men han har en kaxig attityd. Han är liksom inte någon stjärna än... han tror ju att han är det, så som medierna skrivit upp honom...